# Сан-Карло
«Сан-Ка́рло» (итал. Teatro di San Carlo) — оперный театр в Неаполе. Самый вместительный театр Европы XVIII века. Старейший оперный театр Европы и мира.

## История
Театр был построен по приказу короля Карла III для замены обветшавшего театра «Сан-Бартоломео» (1621). Новый театр возводил в 1737 году архитектор и военный инженер Дж. А. Медрано. Театр был открыт 4 ноября 1737 года постановкой оперы неаполитанского композитора Доменико Сарро на либретто Пьетро Метастазио «Ахилл на Скиросе».
В XVIII веке «Сан-Карло» был самым большим театром Европы (3285 мест). До середины XVIII века большинство певцов составляли кастраты; на всю Европу гремела слава Каффарелли. После пожара 13 февраля 1816 года здание по заказу его владельца Доменико Барбайя восстанавливал архитектор Антонио Никколини, впоследствии занявший пост театрального художника «Сан-Карло». 
Здание подвергалось обновлению в 1845 и 1854 годах, а также после бомбардировок 1943 года. В 1872 году по инициативе Джузеппе Верди появилась оркестровая яма. В результате реконструкций XIX и XX веков масштабы зрительного зала сильно уменьшились. В настоящее время театр вмещает 1386 зрителей.
При Барбайе наступил «золотой век» театра: в 1815—1822 годах его музыкальной частью заведовал Россини, а затем до 1838 года — Доницетти. В неаполитанский период Россини труппа включала такие звёздные имена, как Андреа Нодзари, Джованни Давид, Дж. Б. Рубини, Мануэль Гарсия и Изабелла Кольбран. Следующий период связан с именами Джудитты Паста и Марии Малибран (дочь Гарсии). Из дневника Стендаля:
Вот и великий день открытия «Сан-Карло»: всеобщее безумство, толпы народа, ослепительный блеск зала. Приходится основательно поработать кулаками и локтями. Я дал себе слово не выходить из себя и сдержал его, но потерял обе фалды фрака… Решительно можно сказать, что для неаполитанцев «Сан-Карло» — это кровное дело: здесь обретает прибежище национальная гордость…
Со второй половины 1830-х годов «Сан-Карло» уступает первенство в оперной жизни Италии миланскому театру «Ла-Скала», и многие «звёзды» труппы отбывают из Неаполя на север. Тем не менее на сцене «Сан-Карло» и в XX веке пели практически все выдающиеся певцы Италии. Главными дирижёрами оркестра (и музыкальными руководителями театра) были Габриэлли ди Кверчита (1840), Никола Бокса (1844—1845), Сальваторе Аккардо (1993—1995), Габриеле Ферро (1999—2004), Джефри Тэйт (2005—2010), Никола Луизотти (с 2012). 
В начале 1890-х годов, когда в конкурирующем театре Меркаданте по инициативе Сонцоньо был организован сезон с участием Франческо Таманьо и других звёзд, «Сан-Карло» был вынужден закрыться, так как спектакли проходили при полупустом зале.
В 2011 году при театре был открыт музей и архив исторических документов «Мемус». В 2021 году директором балетной труппы назначена французская балерина и педагог Клотильда Вайер.

### Значимые премьеры

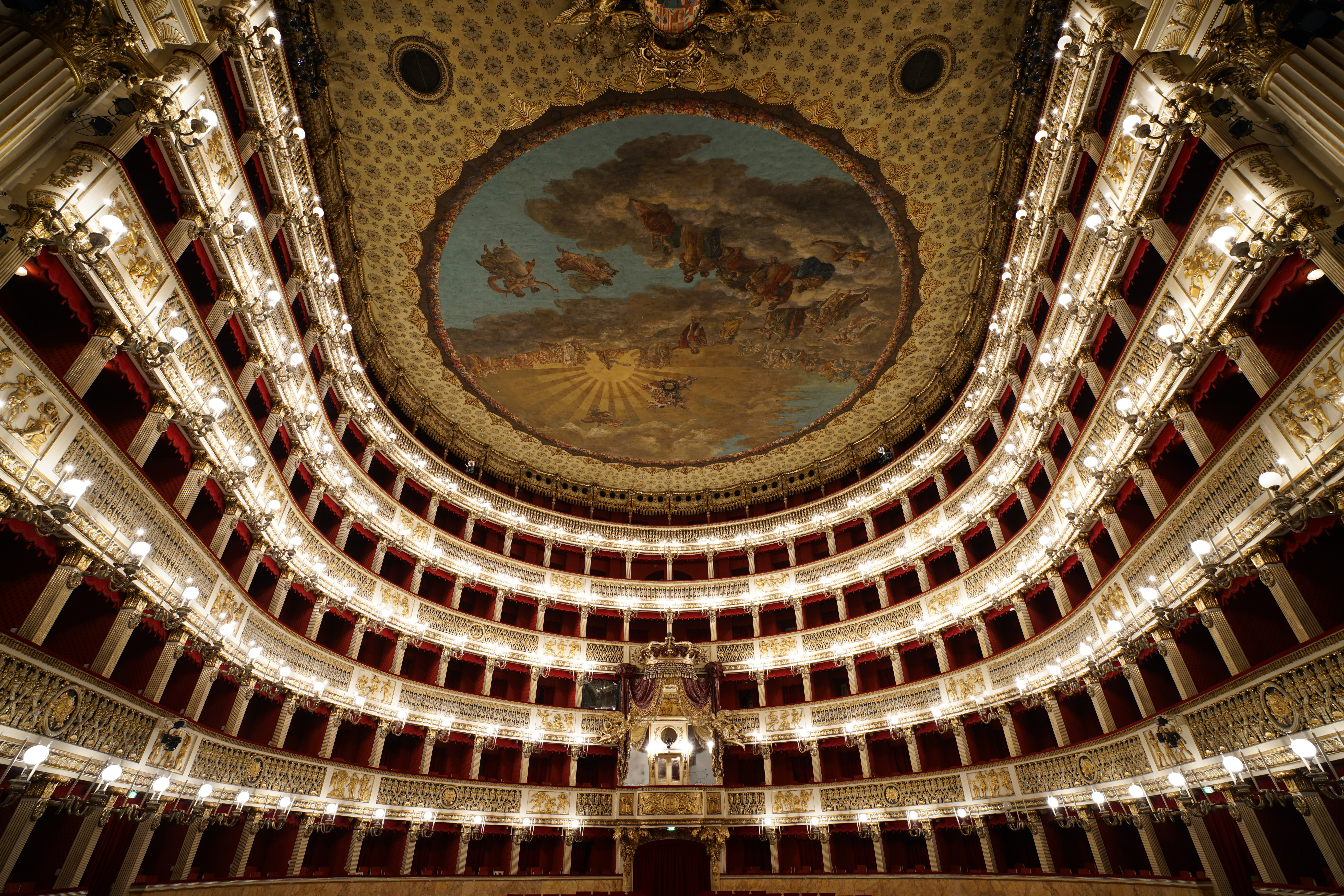
Зрительный зал

В XIX веке в «Сан-Карло» состоялись мировые премьеры многих опер, в числе которых «Медея в Коринфе» Симона Майра (1813), «Елизавета, королева английская», «Моисей в Египте», «Дева озера» и другие произведения Джоаккино Россини (1815, 1818, 1819), «Лючия ди Ламмермур», «Роберто Деверё», «Полиевкт» и др. Гаэтано Доницетти (1835, 1837, 1848), «Альзира» и «Луиза Миллер» Джузеппе Верди (1845, 1849).
Среди значительных постановок послевоенного времени — итальянские премьеры опер «Воццек» Альбана Берга (1949) и «Луна» Карла Орфа (1960); «Макбет» Верди (1984), «Персефона» и «Царь Эдип» Игоря Стравинского (2001), «Питер Граймс» Бенджамина Бриттена (2009).